# Balatonszabadi
Balatonszabadi (korábban: Fok-Szabadi) község Somogy vármegyében, a Siófoki járásban. Lakosságszám tekintetében a vármegye legnagyobb községe.

## Fekvése
A Mezőföld nyugati peremének fennsíkjai és a Külső-Somogy dombividékének határán, a Sió-csatorna bal partján, annak hajdan árterében, Siójuttal szemben helyezkedik el. (A két települést a 6403-as számú mellékút hídja köti össze.) A megye északkeleti részén fekszik, Siófoktól 6 kilométerre délkeletre, Enyingtől pedig nagyjából 10 kilométerre nyugatra. Mindkét várossal a 6401-es út köti össze, de a siómarosi településrész és az enyingi városhatár közti szakasz szilárd burkolat nélküli földút.
Balatonszabadit a legegyszerűbben a 7-es főútról az Aranypartnál dél felé kanyarodva, az M7-es autópálya felett áthaladva lehet elérni, de megközelíthető délnyugat felől, Ságvár-Ádánd-Siójut irányából is, a 6403-as úton.
A település a Balatonboglári borvidék része.

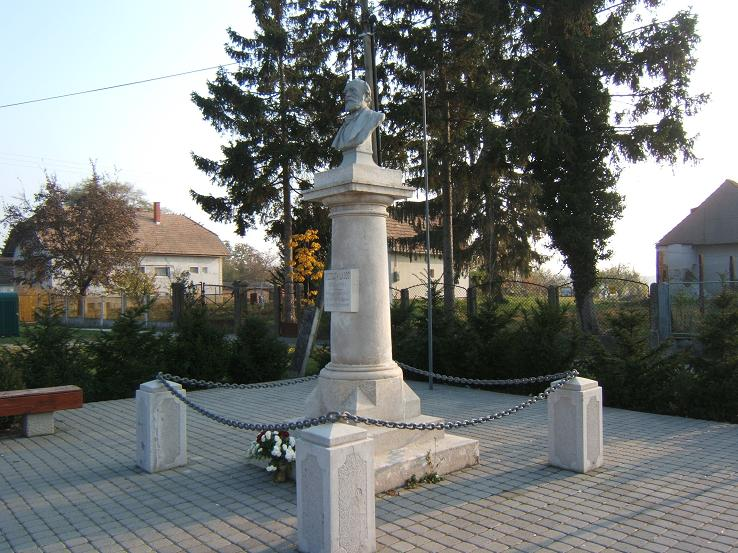
A világ első köztéri Kossuth-szobra Balatonszabadiban

## Története
Szabadi a középkorban Tolna vármegyéhez tartozott. Nevének legrégibb ismert említése az 1332-1337. évi pápai tizedjegyzékben maradt fenn. 1660-ban Csobáncvár tartozéka volt. 1715-től a gróf Batthyány család birtokai közé tartozott. 1835-től a gróf Schmiedegg és a gróf Batthyány családok, majd őrgróf Pallavicini Ede birtoka volt. A 20. század elején a községhez tartozott Kisgát-puszta is, melynek tulajdonosa 1849-ig gróf Batthyány Kázmér, majd Pallavicini őrgróf volt.

## Részei
- Siómaros
- Fokszabadi

## Közélete

### Polgármesterei
- 1990–1994: Szerenka József (független)[4]
- 1994–1998: Szerenka József (független)[5]
- 1998–2002: Szerenka József (független)[6]
- 2002–2004: Molnár Árpád (független)[7]
- 2005–2006: Krisztin Endre (független)[8]
- 2006–2010: Molnár Árpád (független)[9]
- 2010–2014: Molnár Árpád (független)[10]
- 2014–2015: Tóthné Balogh Mária Margit (független)[11]
- 2015–2019: Király Kálmán (független)[12]
- 2020–2024: Hosszú-Kanász Eszter (független)[13]
- 2024– : Hosszú-Kanász Eszter (független)[1]

A településen 2005. január 9-én időközi polgármester-választást tartottak az előző polgármester lemondása miatt.
2015. augusztus 30-án újabb időközi polgármester-választásra (és egyben képviselő-testületi választásra) került sort, ezúttal az előző képviselő-testület önfeloszlatása miatt. A választást az országos átlaghoz mérten kifejezettem sok, összesen nyolc polgármesteri aspiránssal bonyolították le, de a 990 érvényesen leadott szavazatból csak három jelölt kapott száznál több voksot.
A 2019. október 13-án megtartott önkormányzati választás után harmadszor is időközi választást kellett meghirdetni, mert szavazategyenlőség miatt a polgármester-választás tekintetében nem lehetett eredményt hirdetni: a szavazásra jogosult 2408 helyi lakos közül 1088 fő járult az urnákhoz, közülük 1070 adott le érvényes szavazatot, s ezek épp fele-fele arányban oszlottak meg Király Kálmán hivatalban lévő független polgármester és egyetlen, szintén független kihívója, Hosszú-Kanász Eszter között. Az időközi választást 2020. február 9-én tartották, ezen mintegy 200-zal többen adtak le érvényes szavazatot, mint a 2019. október 13-in, s a magasabb választói aktivitás Hosszú-Kanász Eszternek kedvezett.

## Népesség
A település népességének változása:
| Lakosok száma | 2994 | 2990 | 2965 | 3000 | 2877 | 2873 | 2900 |
|               | 2013 | 2014 | 2015 | 2021 | 2022 | 2023 | 2024 |

A 2011-es népszámlálás során a lakosok 87,1%-a magyarnak, 1,5% németnek, 1,4% cigánynak mondta magát (12,3% nem nyilatkozott; a kettős identitások miatt a végösszeg nagyobb lehet 100%-nál). A vallási megoszlás a következő volt: római katolikus 54,7%, református 11,6%, evangélikus 1,5%, görögkatolikus 0,2%, felekezet nélküli 9,5% (22,1% nem nyilatkozott).
2022-ben a lakosság 91,7%-a vallotta magát magyarnak, 1,4% németnek, 0,5% cigánynak, 0,2% románnak, 0,1-0,1% szerbnek és ukránnak, 2,8% egyéb, nem hazai nemzetiségűnek (8% nem nyilatkozott; a kettős identitások miatt a végösszeg nagyobb lehet 100%-nál). Vallásuk szerint 39,5% volt római katolikus, 11,6% református, 0,9% evangélikus, 0,5% görög katolikus, 0,9% egyéb keresztény, 0,7% egyéb katolikus, 12% felekezeten kívüli (33,8% nem válaszolt).

## Nevezetességei

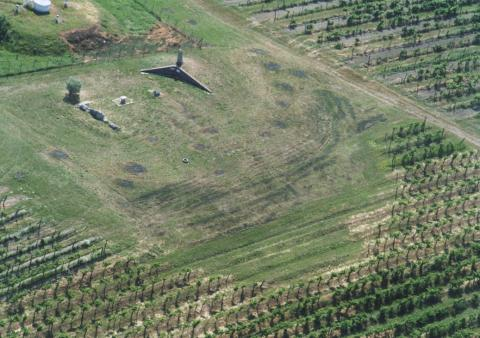
A Pusztatorony

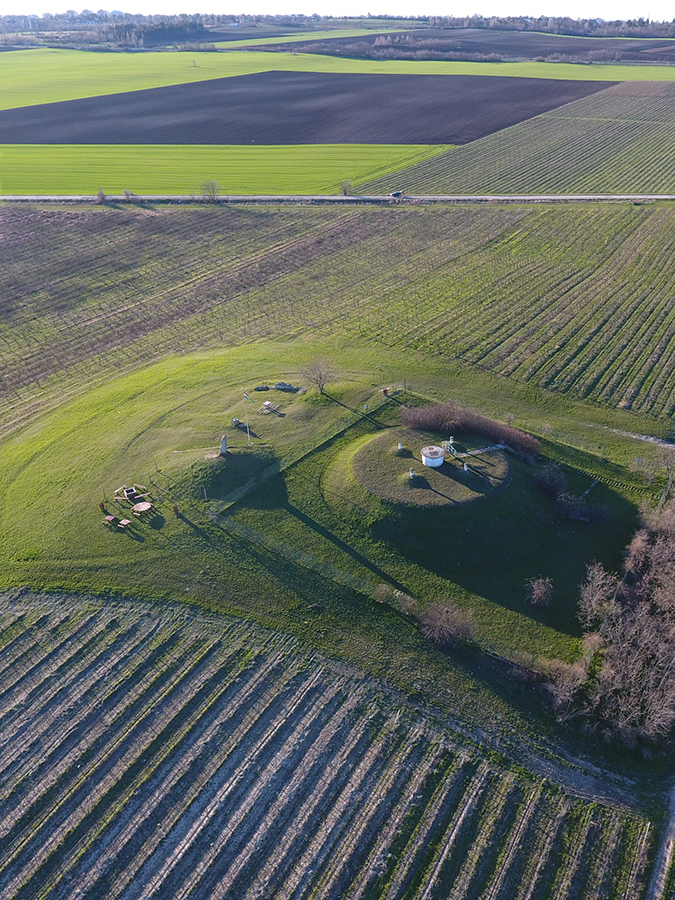
Balatonszabadi, pusztatorony légi fotón

- Itt állítottak a világon először (1894-ben) köztéri szobrot Kossuth Lajosnak
- Szent Anna-templom (1779-ban épület késő barokk stílusban)
- Református templom (1794-ben épült, részben copfos stílusban)
- Pusztatorony
- Trianon emlékmű (készítette: Varga Gábor)
- Milleniumi emlékmű (készítette: Veszprémi Imre)

## Híres emberek
- Itt született Szikszay János (Fokszabadi, 1803. október 13. – Nagyigmánd, 1849. július 12.) 1849-es mártír református lelkész.
- Itt született Veszprémi Imre Munkácsy-díjas szobrászművész, akinek egy alkotása megtekinthető a településen (Pusztatorony).
- Itt született Csukás Kálmán Magyar Királyi Vezérkari alezredes (1901. december 13.).